# ルイジアナ・ミュージック・ファクトリー

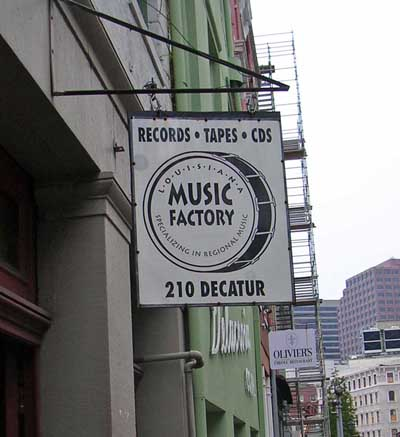

ルイジアナ・ミュージック・ファクトリー (Louisiana Music Factory) は、米国ルイジアナ州ニューオーリンズのフレンチメン・ストリート沿いに位置する独立系のレコード店。ニューオーリンズ・ジャズ、ブルース、リズム・アンド・ブルース、ザディコ、ケイジャンなど地元ニューオーリンズ、ルイジアナの音楽を専門とし、地元のレーベルからリリースされた盤など入手困難なCD、レコードを豊富に揃えていることで知られる。また、1年を通じて毎週インストア・ライブを企画しており、特にニューオーリンズ・ジャズ&ヘリテッジ・フェスティバル期間中は多くの地元ミュージシャンが同店でプレイしている。

## 歴史

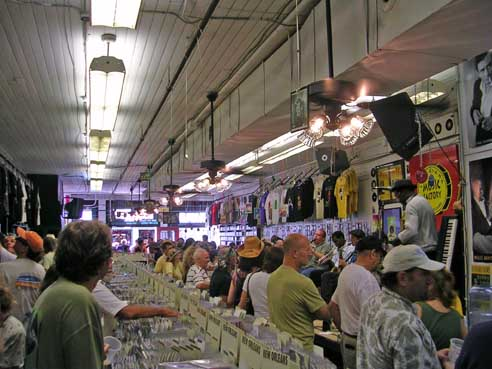
店内の様子

1992年2月、ジェリー・ブロックとバリー・スミスがフレンチ・クオーターのピーターズ・ストリートに開店した。ブロックは、地元ラジオ局WWOZの創設者のひとり、またダーティー・ダズン・ブラス・バンドを初めてレコーディングしたプロデューサーとしても知られている。
1996年、店舗をあるディケイター・ストリート沿いに移転した。新店舗はそれまでよりも広い2階建てであり、2階はアナログ・レコードの専門フロアとなっている。ブロックは、2001年経営から身を引き、以降スミスが単独オーナーとなった。
2005年のハリケーン・カトリーナで同店は大きな被害を受けることはなく、ニューオーリンズ市の被災後最も早期に再開したレコード店のひとつとなった。
2014年、現在の店舗であるフレンチ・クオーター隣接のフレンチメン・ストリート沿いに移転した。